# ISO 3166-2:AM

Provinzen in Armenien

Die Liste der ISO-3166-2-Codes für  Armenien enthält die Codes für die 11 Provinzen.

Die Codes bestehen aus zwei Teilen, die durch einen Bindestrich voneinander getrennt sind. Der erste Teil gibt den Landescode gemäß ISO 3166-1 (für  Armenien AM), der zweite den Code für die Provinz wieder.
Die aktuellen Codes stehen auf der Seite der ISO unter #iso:code:3166:AM zur Verfügung.

| Provinz     | Code  |
| ----------- | ----- |
| Aragazotn   | AM-AG |
| Ararat      | AM-AR |
| Armawir     | AM-AV |
| Jerewan     | AM-ER |
| Gegharkunik | AM-GR |
| Kotajk      | AM-KT |
| Lori        | AM-LO |
| Schirak     | AM-SH |
| Sjunik      | AM-SU |
| Tawusch     | AM-TV |
| Wajoz Dsor  | AM-VD |